# 福田収一
福田 収一（ふくだ しゅういち、1943年 - ）は、工学者、大学教授、工学博士。専攻は設計工学・協調工学・技術経営。首都大学東京/東京都立科学技術大学名誉教授。スタンフォード大学コンサルティングプロフェッサー、放送大学客員教授、Cranfield University Visiting Professor(UK)。

## 人物
1967年東京大学工学部産業機械工学科卒業、1972年 東京大学大学院工学系研究科機械工学専攻課程博士課程修了。東京大学工学部精密工学科勤務後、大阪大学溶接工学研究所助教授を経て、1991年東京都立科学技術大学工学部教授。その間、1989年-1991年東京大学生産技術研究所客員助教授、ウェストバージニア大学, スタンフォード大学、大阪大学客員教授。IEEE Reliability Society日本支部長、AdCom Member、Vice President、ISPE Senior Vice President、日本学術会議連携会員を歴任。

## 主な著書
- 『自己発展経済のための工学―スマートフローの時代』養賢堂
- 『Emotional Engineering: Service Development』Springer
- 『良い製品=良い商品か?―「モノづくり」から「価値づくり」へ』工業調査会
- 『感覚・感情とロボット―人と機械のインタラクションへの挑戦』工業調査会
- 『デザイン工学』放送大学教育振興会
- 『HCDハンドブック 人間中心設計』丸善
- 『コンカレントエンジニアリング』 培風館
- 『価値創造学―知のマーケットを創造する技術経営』 丸善
- 『ものづくり大論―「モノづくり」から「マーケットづくり」へ』 丸善
- 『HCDハンドブック 人間中心設計』 丸善
- 『信頼性設計エキスパートシステム―形態の処理とその応用』 丸善
- 『最新 有限要素法全解―例解・図解方式によるFEM入門』 パーソナルメディア
- 『OPS83プログラミングテクニック―実用エキスパートシステムを解明する』 パーソナルメディア